# Karl Morvilius
Karl Morvilius (* 21. November 1883 in Germersheim, Deutschland; † 2. Juni 1960 in Berlin) war ein deutscher Theater- und Filmschauspieler und Kunstmaler.

## Leben und Wirken
Der Kaufmannssohn hatte eine Kunstschule besucht und sich darüber hinaus auch zum Schauspieler ausbilden lassen. Noch im ersten Jahrzehnt des 20. Jahrhunderts spielte er Theater in der Provinz (so beispielsweise im lothringischen Saargemünd), kurz darauf (noch vor dem Ersten Weltkrieg) auch erstmals an einer (noch winzigen) Berliner Bühne. Kurz nach dem Krieg kamen auch einige wenige Angebote vom Film hinzu. Dennoch durchlitt Karl Morvilius das typische Leben eines Kleindarstellers, dessen Verpflichtungen von Bühne und Film kaum genug für den notwendigen Lebensunterhalt abwarfen. Der mit der Kunstgewerblerin Gretchen Morvilius, geborene Gröting, verheiratete Künstler erhielt, neben langen Phasen der Arbeitslosigkeit, nur sporadisch feste Theaterengagements. Von 1928 bis 1931 ist er am Intimen Theater in Nürnberg nachweisbar, von 1935 bis 1937 an Berlins Theater in der Saarlandstraße. 1938 und von 1942 bis 1944 fand er ein karges Auskommen dank einer Verpflichtung am Deutschen Theater.
Während des Dritten Reichs spielte er eine beträchtliche Anzahl an kleinen Rollen in zum Teil propagandistischen Filmen. Er spielte einen Dolmetscher und Aktionär ebenso wie einen Diener und einen Kuchenbäcker, einen Pressefotografen ebenso wie einen Ober, einen Inspizienten und sogar einmal einen Chinesen (in Dein Leben gehört mir). Dennoch befand sich Morvinius während der NS-Zeit beständig in Geldnöten und lebte von der Künstlerfürsorge „Spende Künstlerdank“. Da er sich wiederholt gegen die Reichsfilmkammer auflehnte und dieser mangelnde Bemühungen in seiner Sache unterstellte, wurde er mehrfach aktenkundig. Morvilius stand 1944 in der Gottbegnadeten-Liste des Reichsministeriums für Volksaufklärung und Propaganda.
Nach 1945 blieben Rollenangebote sowohl von der Bühne als auch vom Film aus. Morvilius erinnerte sich an sein zweites Talent, die Malerei, und begann diesbezüglich schöpferisch zu wirken. 1958 schrieb Adolf Jannasch an die Berliner Kunstbibliothek: „Wie ich Ihnen neulich schon berichten konnte, hat der Maler Karl Morvilius […] der Galerie des 20. Jahrhunderts einige graphische Blätter gestiftet, und da er auch einige japanische Holzschnitte einem Berliner Museum ebenso stiften wollte, habe ich die Kunstbibliothek Herrn Morvilius vorgeschlagen. (…) Ich übergebe Ihnen hiermit diese Stiftung des Malers Morvilius.“ Zuletzt lebte Morvilius in Berlin-Wilmersdorf, wo er, von der Kunst-, Theater- und Filmwelt komplett vergessen, 1960 verstarb.

## Filmografie
- 1919: Das Teehaus zu den zehn Lotosblüten
- 1920: Welt ohne Krieg
- 1931: Grock
- 1932: Das Millionentestament
- 1933: Was Frauen träumen
- 1933: Ein Lied geht um die Welt
- 1933: Flüchtlinge
- 1934: Ein Mädchen mit Prokura
- 1934: Abschiedswalzer
- 1934: Herz ist Trumpf
- 1934: Glückspilze
- 1935: Verlieb Dich nicht am Bodensee
- 1935: Wenn die Musik nicht wär’
- 1936: Waldwinter
- 1936: Port Arthur
- 1936: Inkognito
- 1937: Gabriele eins, zwei, drei
- 1937: Erbschaftstaumel
- 1937: Die Warschauer Zitadelle
- 1938: Verklungene Melodie
- 1938: Am seidenen Faden
- 1938: Du und ich
- 1939: Silvesternacht am Alexanderplatz
- 1939: Dein Leben gehört mir
- 1940: Tip auf Amalia
- 1940: Bismarck
- 1940: Die Rothschilds
- 1941: Frau Luna
- 1941: Das andere Ich
- 1942: Der große Schatten
- 1942: Meine Frau Teresa
- 1942: Die Entlassung
- 1942/44: Philharmoniker
- 1943: Altes Herz wird wieder jung
- 1943: Großstadtmelodie
- 1944: Der Verteidiger hat das Wort
- 1944: Die Degenhardts